# Sachsenheim

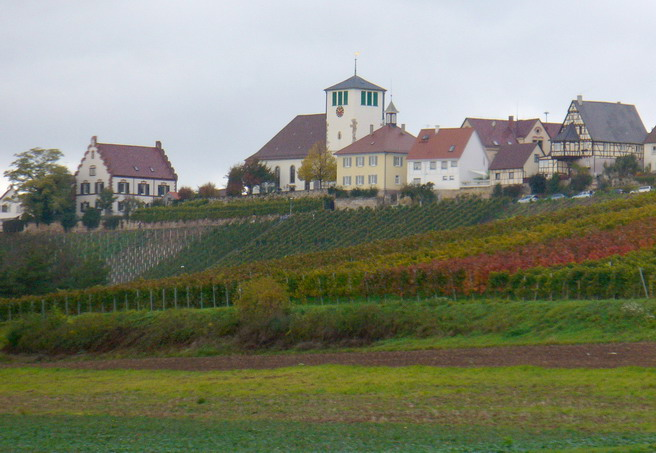
Dzielnica Hohenhaslach

Sachsenheim – miasto w Niemczech, w kraju związkowym Badenia-Wirtembergia, w rejencji Stuttgart, w regionie Stuttgart, w powiecie Ludwigsburg. Leży nad Neckarem, ok. 15 km na północny zachód od Ludwigsburga.